# Sumingkir (Kedung Banteng)
Sumingkir is een plaats en bestuurslaag (kelurahan) in het onderdistrict (kecamatan) Kedung Banteng  in het regentschap Tegal van de provincie Midden-Java, Indonesië. Sumingkir telt 2.639 inwoners (volkstelling 2010).